# 法国军事史

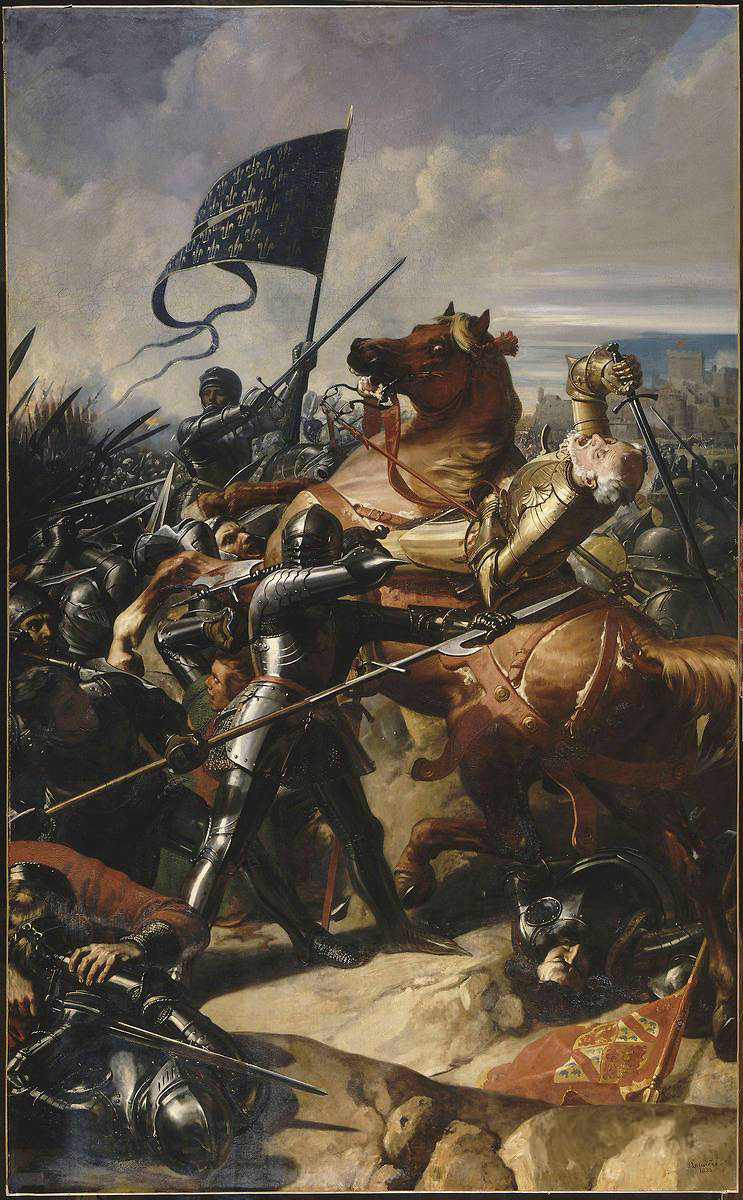
法蘭西王國於1453年在卡斯蒂永戰役擊敗英國，結束百年戰爭

法國軍事史是法国及其前身在漫長歷史中與敵國或內部勢力發生的一系列戰爭。由於法國長久以來都是歐洲乃至世界最重要的國家之一，其大量的對外軍事行動也深刻地影響人类历史。英國歷史學家尼爾·弗格森認為法國是最好戰的強權，提到該國自1495年以來參與了125場主要戰爭中的50場。
法國祖先高卢人與罗马共和国間的衝突從前390年高盧酋長布倫努斯攻入罗马開始，持續至凯撒率羅馬軍贏得高卢战争。西羅馬帝國滅亡後，西歐領土被各大勢力佔據。五世紀初，法蘭克人克洛維統一法蘭克人諸部，皈依基督教後定都巴黎，建立法蘭克王國。9世紀，法蘭克國王查理曼對外征伐，控制今法德意地區。843年，查理曼的三位孫子簽署《凡爾登條約》，將帝國分為西、中、東法蘭克。987年，法蘭克公爵于格·卡佩稱王，被後世史學家視為法蘭西王國的開端。法國貴族在中世紀時活躍於各大軍事行動，如諾曼第貴族征服英格兰與南意大利，以及數次十字軍東征。1214年，法王腓力二世在布汶戰役擊敗神圣罗马帝国與英格蘭王國，逐漸成為歐洲最強大的國家。其後的路易九世與腓力四世也積極參與戰爭，擴大法國的國境。1337年百年战争爆發，法國雖在戰爭前期死傷慘重，但在法王查理五世領導下中興，惟於1415年再度被入侵，直到戰爭末期擊敗英軍。16世紀，法國與西班牙帝國及神聖羅馬帝國等國爆發意大利战争，然後在內戰中死傷慘重。
17世紀，法國與新教國家在三十年戰爭戰勝神聖羅馬皇帝及西班牙，然後在之後的法西战争重創西班牙帝國，成為歐洲霸主。1672年，法國入侵荷蘭，引發諸國組建反法聯軍，但最終仍贏得戰爭。1680年代，法國之陸軍及海軍規模與實力均達到歐洲第一，並在隨後的大同盟戰爭再度被奥格斯堡同盟圍剿。歐洲各國之後因西班牙王位繼承再度爆發戰爭，法國波旁王朝王子腓力成為西班牙國王。法國之經濟因連年戰事而不穩，其直到1733年才因波蘭王位繼承爭議而與其他國家爆發戰爭。奧地利王位繼承戰爭中，法國數次擊敗國本詔書聯軍，攻佔現今比利時一帶。1754年，法國與英國在北美爆發戰爭，並在兩年後擴大至歐洲及其他大洲，史稱七年战争。這場戰爭導致法國喪失其廣大的海外殖民地，將世界最強國的地位拱手讓給英國。之後，法國派兵助北美十三州自英國獨立，並在世界各大洋與英國海軍戰鬥。然而其國內的財政問題與政治纷争惡化，最终導致法国大革命爆發。
1792年4月20日，法國對奧地利大公國宣戰，第一次反法同盟戰爭爆發。法國在戰爭中攻下低地、萊茵河左岸與意大利等地。1798年第二次反法同盟戰爭爆發，法軍起初陷入不利，但在1799年9月的蘇黎世戰役後扭轉局勢，並在1800年贏得馬倫戈戰役及霍恩林登戰役，結束法國大革命戰爭。1805年第三次反法同盟戰爭爆發，拿破仑一世率法軍在乌尔姆战役中殲滅奧軍大部，然後在奧斯特利茨戰役擊敗俄奧聯軍。次年第四次反法同盟戰爭爆發，法軍於耶拿與奧爾施泰特雙役大破普魯士主力，後於1807年夏季的弗里德蘭戰役中再挫俄軍。1808年，拿破崙率軍入侵西班牙。1809年第五次反法同盟爆發，奧地利最終於瓦格拉姆之戰被法軍擊敗。1812年，拿破崙發兵伐俄，俄軍且戰且退，並采用焦土戰略使大軍團補給困難，導致法軍大幅減員，艱苦地撤出俄國。1813年，各國再次締結第六次反法同盟，拿破崙雖在春季戰局逼和聯軍，然秋季遭到多面夾擊陷入戰略劣勢，至莱比锡战役大敗後被迫撤回本土。1814年，拿破崙以機動戰術屢挫敵軍，然聯軍大舉犯境攻入巴黎。1815年拿破崙再次稱帝，但於滑铁卢战役再度敗北。
法國之後長時間未爆發大戰，直到法蘭西第二帝國時期，法國先在克里米亚战争擊敗俄罗斯帝国，後在法奧戰爭擊敗奧地利帝國。然而其最終在普法战争中動員不足，被普魯士王國擊敗，帝國覆滅。法兰西第三共和国成立後，將目光放在建立龐大的殖民帝國]]，直到1914年第一次世界大战爆發。法國在戰爭中作為協約國的主力部隊，在西線戰場與德軍爆發多場大規模作戰，並在巴爾幹戰場攻破保加利亞防線，使協約國取得戰爭的勝利。第二次世界大戰期間，法國被納粹德國佔領，直至1944年自由法國與盟軍收復本土。此後法軍不再於歐洲有大規模作戰，主要活躍於殖民戰爭及反恐戰爭中。

## 法军总战略

### 欧洲战争

法國的歐洲版圖變化，經過數個世紀的戰爭，法國成為西歐最大的國家

法国的总体战略是尽量控制 “天堑”，比如西南方的比利牛斯山，东南方的阿尔卑斯山和东方的莱茵河。自克洛维时代起的1500年中，法国逐渐控制住了这些地方，今天的法国国土仍然包括了比利牛斯山，阿尔卑斯山和三分之一的莱茵河（其余三分之二位于德国境内）。法国是西欧面积最大的主权国家。
虽然这样，法国却不只靠天堑来与欧洲其它列强作战，它的边境在大部分时间内（尤其是查理大帝、路易十四和拿破仑时期）都离这些地方很远。这些时间内的大量军事活动都以它们独特的地缘政治与战争惯例为特征，它们都需要高度的中央集权来保证法国政权的扩张。
法国与其它欧洲列强之间经常发生战争。英国和法国对欧洲及全球控制权的争夺持续了几个世纪，英法之间的敌对状态也只有两次世界大战才能化解。在地缘政治的斗争中，法国有时成功，有时失败。参加欧洲战争的列强之间都有复杂的政治关系，它们经常会结成不稳定的联盟，这也就使欧洲战争变得千变万化了。

### 殖民帝国及后殖民帝国时期

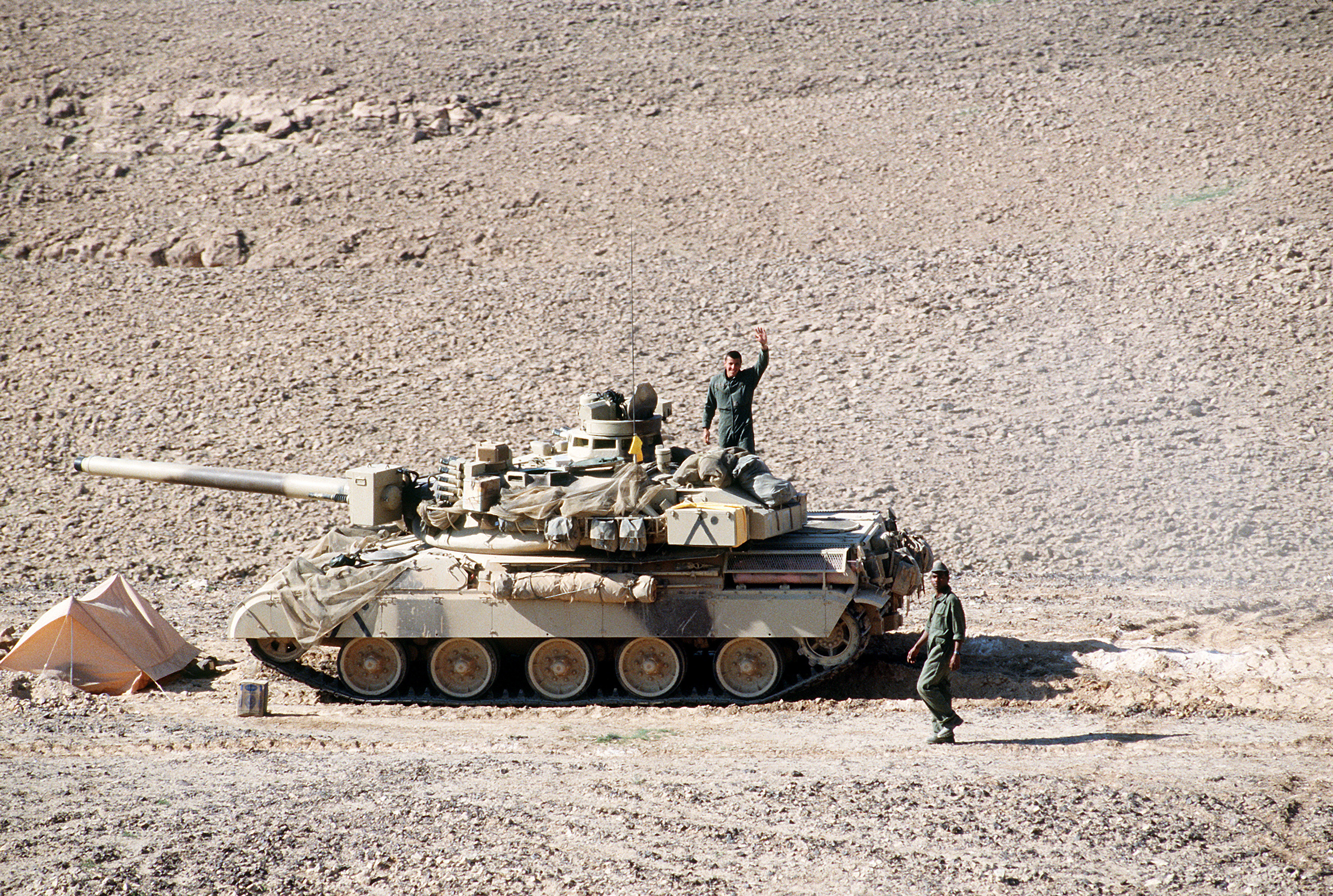
幼鹿行動中的法軍，法軍在波斯灣戰爭中擔任左翼，並於行動中殲滅大量伊拉克軍隊

自16世纪开始，法国将其大多数的军队都用于保护海外殖民地及镇压法国殖民者和殖民地原住民的叛变。法军遍布了整个帝国，它主要被用来解决本地事务。直到1950年代末阿尔及利亚成功从法国独立出来之后，法国才放弃了军国主义。但是，直到21世纪，许多以前的法国殖民地仍然都在盼望法国来帮助镇压革命活动。
自从二战以来，法国还是维持着自己的强权地位及联合国安理会中的席位。法国还对欧洲各国军事力量的统一起了促进作用，统一欧洲的军事力量会使欧洲能够与俄罗斯抗衡，并且减少对美国的依赖。在北约的一些军事行动中，法国认为北约组织是在按照美国的意愿行事，并且从这些行动中撤出了部队。
法军的任务在这段时期里发生了重大的转变。没有了欧洲战争和复杂的同盟关系，法国现在将它的军队用于国际维和任务，保护从前的殖民地，并保持战备状态以对流氓国家的挑衅做出反应。法国拥有西欧最大的核武器库，它的核力量也为了应对威胁而正在快速地发展。

## 高卢时期

韦森盖托里克斯在阿莱西亚之战后向凯撒投降。这幅画由Lionel-Noël Royer于1899年完成。

高卢的国土包含了今天的法国、比利时、莱茵河西岸和瑞士的一部分。在凯撒入侵外高卢几个世纪之前，山南高卢地区就发生了高卢-罗马冲突。在前390年（一说前387年），一支由布伦努斯率领的高卢军队在阿莱亚戰役中击败了罗马军队，罗马城被劫掠，所有史料全部被毁，这也就意味着后人无从得知罗马在这之前的历史。
在这之后，罗马军队的战斗力逐渐增强，而高卢军队的战术和武器则没有太大的变化，最终，罗马战胜了高卢。但是，为了一劳永逸地解决高卢带来的威胁，罗马一直在寻找一种解决方法，最终，凯撒解决了这个问题。
凯撒入侵高卢时，在最初只遇到了小股抵抗。组成高卢人的约60个民族之间并不团结，凯撒发现了这一点后，就开始挑拨高卢各民族。在前58年，凯撒战胜了斯维比人，日耳曼人的一个分支。第二年，他又占领了高卢的比利时部分，宣战理由是那里的人密谋造罗马的反。前56年，凯撒又在一次海战中战胜了威尼斯人。前53年，韦森盖托里克斯领导着团结起来了的高卢人开始了第一次抵抗。凯撒率军包围了阿瓦利肯（即现在的布尔日），21天后阿瓦利肯城破，城里的40000居民中只有800人逃脱。在这之后，凱薩又包围了韦森盖托里克斯的家乡日尔戈维亚，但是遭遇了他一生中最惨痛的失败之一，最后他不得不撤军来镇压另外一个地方的高卢人起义。前52年，在镇压完毕之后，凯撒将韦森盖托里克斯驱赶到了阿莱西亚并将该城包围。城中的人民由于饥荒而投降，凯撒在城外建造的独特的工事成功的阻止了前来救援的高卢援军，最终迫使韦森盖托里克斯投降。高卢战争就这样结束了。

## 法兰克王国

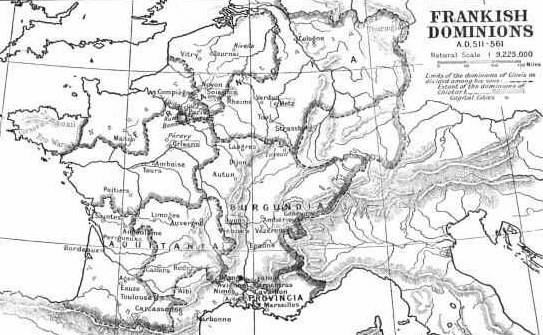
克洛维一世统治下的法兰克帝国领土

4世纪和5世纪，随着罗马帝国的逐渐衰落，日耳曼民族的一个分支-法兰克人，逐渐占据了大片土地，即今天的法国。5世纪末和6世纪初，在克洛维一世的统治之下，法兰克帝国逐渐战胜了其它对手，领土扩大到了原来的四倍。486年，克洛维领导的法兰克军队在索森（Soissons）之战中战胜了位于高卢北部的罗马帝国最后一位行政长官。507年，他又战胜了西班牙统治者亚拉里克二世领导的军队。

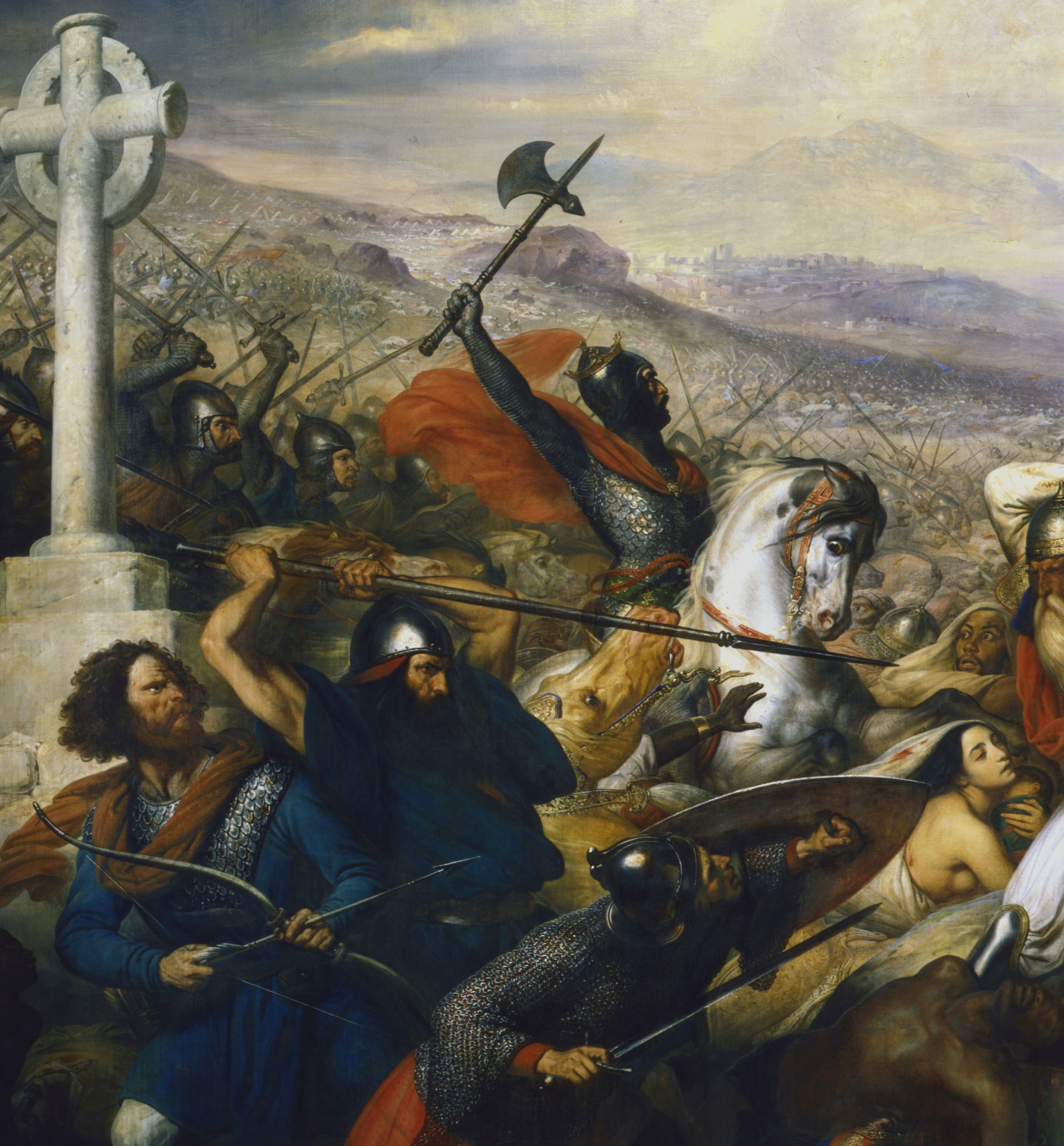
图尔之役中的查理·马特。作者Carl von Steuben。

在克洛维时代之后，法兰克王国西部的纽斯特利亚与东部的奥斯特利亚进入了敌对状态。这两个地区偶尔会团结在同一个国王的领导之下，但是从6世纪到8世纪之间，它们之间却经常发生战争。8世纪初期，法兰克人开始集中精力对付跨越了比利牛斯山和罗纳河的阿拉伯人。这个时期中的两个关键性的战役是图卢兹之战和图尔之战，两场战役都以法兰克的胜利告终，这两个胜利对于减慢阿拉伯的推进起到了重要的作用。有人说这些胜利使欧洲文明得以自主发展，虽然这实际上有些夸大，但是它们仍然是对伊斯兰作战胜利的重要标志。
在查理大帝的统治之下，法兰克进入了它的全盛时期。在与伦巴底人、阿瓦尔人、撒克逊人和巴斯克人交战之后，最终形成的卡洛林帝国的领土就扩大到了北起德国中部，南至比利牛斯山，东到北海，西至亚得里亚海。800年，教皇将查理大帝封为神圣罗马帝国皇帝，作为回报，查理大帝会为天主教提供保护。卡洛林帝国开始向罗马帝国一样的欧洲中心国家发展， 但是它军事扩张的动机却变得有所不同。查理大帝想让他的贵族们继续为他打仗，因此就鼓励他们在战斗之后劫掠战利品。对战利品的欲望已超出了对帝国扩张的欲望，有些地方会被法兰克贵族一次次地入侵，为的仅是通过一次又一次的劫掠来满足他们的金钱欲望。 当时主宰战场的是骑兵，尽管为骑兵打造装备的花费很高，卡洛林帝国的骑兵部队还是有20,000人，这支部队通过在国内离战场很近的地区征召步兵来补充兵员。 这个帝国从800年一直存在到了843年，然后按照法国各皇室的惯常做法，路易一世的三个儿子根据凡尔登条约瓜分了帝国领土。

## 中世纪

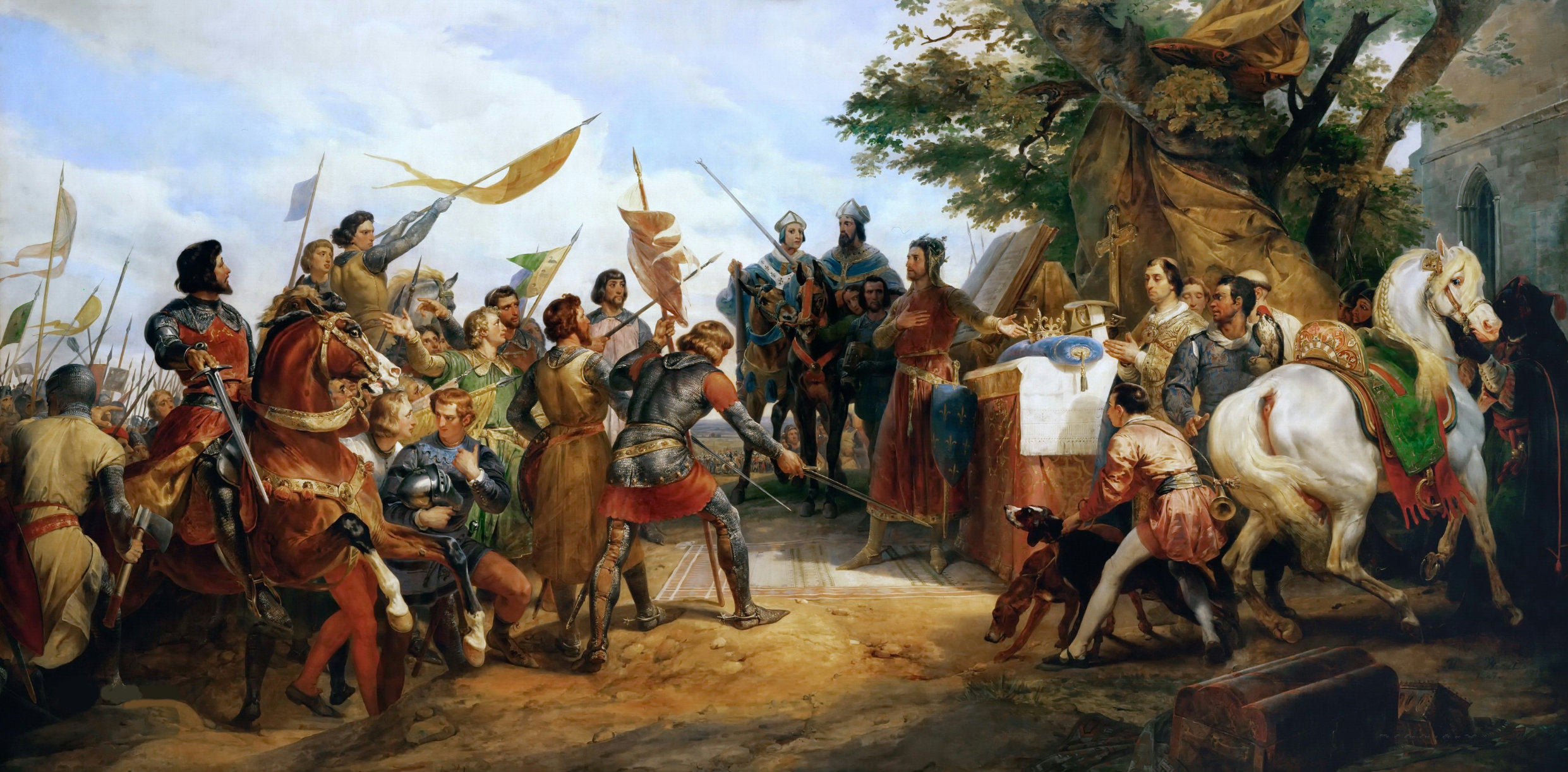
布汶戰役中的腓力二世。这场战役导致了英德联盟的破裂，使得法蘭西王國一躍成為歐洲第一強國，甚至约翰被贵族逼迫签署大宪章也可能是受到了它的影响。作者为豪斯·韦尔耐特。

这段时间内的法国军队随着骑士的兴起而兴起，在骑士衰落之后，法军也随之衰落了。在查理大帝之后，钢盔，铠甲和全身装甲等防护措施使骑兵在军中的比例迅速提高。 最终，骑兵成为了法军中最重要的兵种， 骑兵的突然袭击成为了11世纪起战场上的标准战术。 与此同时，农业技术的发展迅速地提升了西欧国家的粮食产量，因此法国的贵族阶级也变得相当庞大。

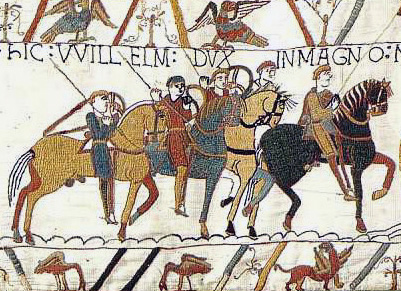
巴约挂毯的一部分记录了法国在黑斯廷斯战役中的胜利。

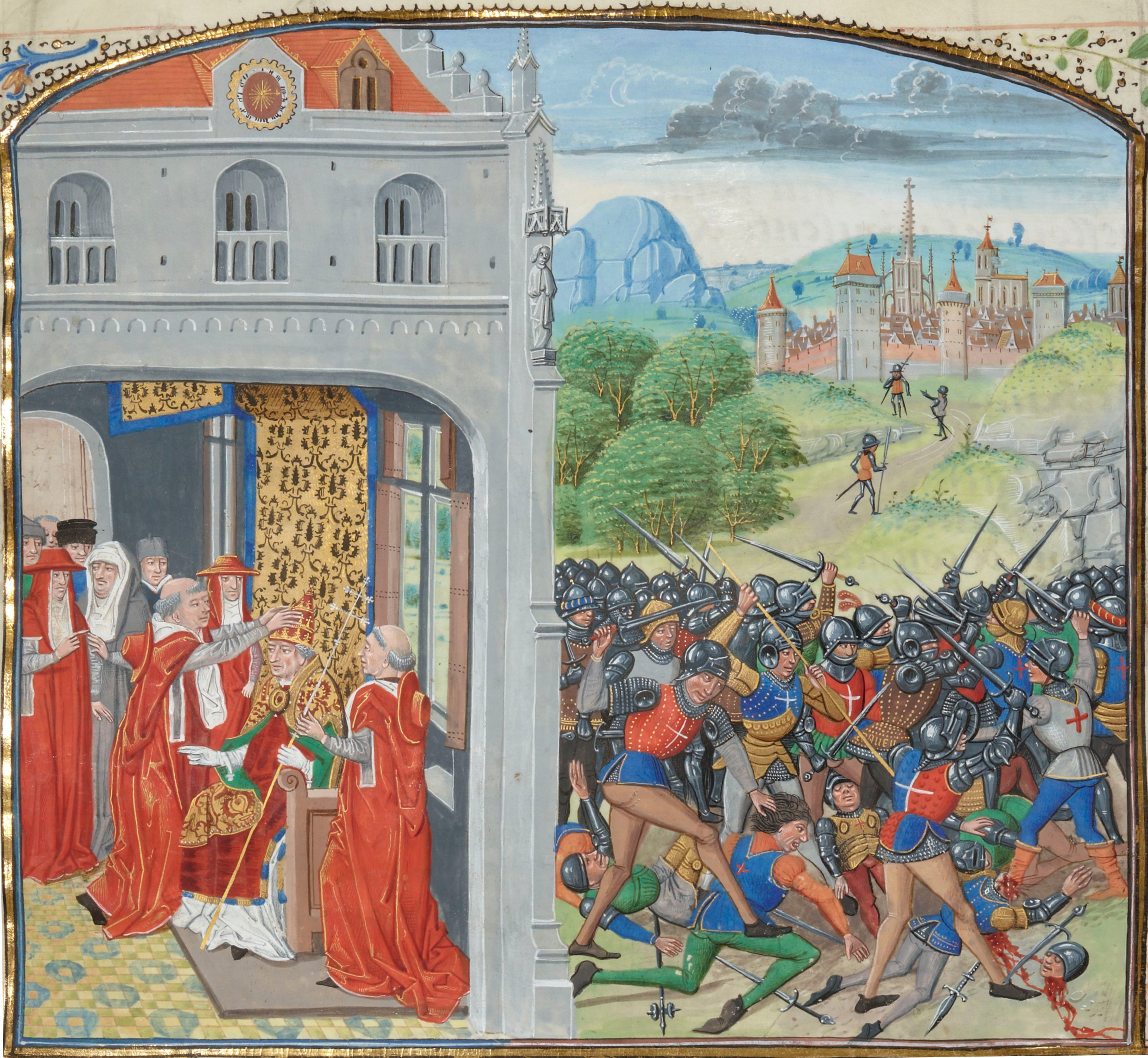
蓬瓦蘭戰役法軍的獲勝是法國在百年戰爭查理階段勝利的關鍵

十字军时期，由于武装骑士数量过于庞大，法国的土地已经不够了。一些学者认为，没有封地的骑士想在海外取得土地是导致十字军东征的其中一个原因。法国的贵族和骑士成为了十字军的一个重要组成部分。

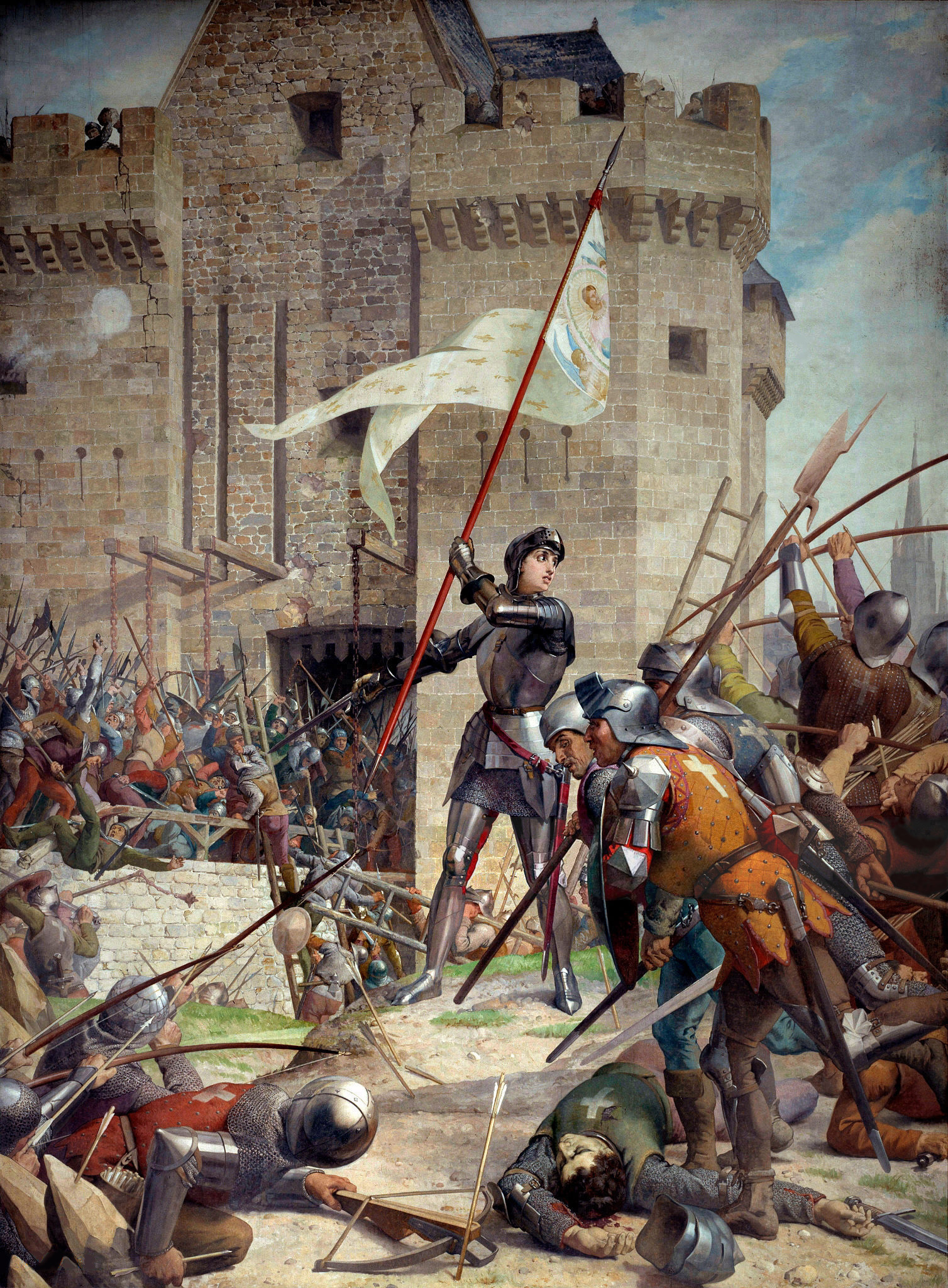
奥尔良之围中的圣女贞德。这场战役的胜利扭转了百年战争的局势。作者Jules Lenepveu。

11世纪，法国的骑士都披挂着及膝的锁子甲，手执长矛和剑。黑斯廷斯之战中，英军对法国的诺曼骑兵显得无能为力，法国的胜利巩固了它的地位。法蘭西王國於1204年至1324年於法國入侵諾曼第 (1202年－1204年)、英法戰爭 (1213年－1214年)、聖東日戰爭、聖薩爾多戰爭多次擊敗英格蘭王國，逐步吞併金雀花王朝在大陸的領土。14世纪出现了装甲板，它在15世纪得到了迅速的发展。 在14世纪末和15世纪初，法国的军事力量在百年战争的初期减弱了。虽然新式的武器和战术使骑兵变成了活靶子，但是英国对法作战的胜利却与经常被人赞扬的长弓手没有多大关系。 差劲的指挥和崎岖的地貌使法军的进攻收效甚微。阿金库尔战役中，法国骑兵的惨重损失就是典型的例子。法军拥有比英军多得多的刀剑兵，而英军拥有许多长弓手。由于战场狭长，刀剑兵很吃亏。法军承受了6,000人的伤亡， 而英军只伤亡了几百人。1302年的金马刺之战中，法国也由于相似的原因输给了法兰德斯民兵。如果骑兵能够被有效的利用的话，他们会是很有用的，就像1328年的卡塞勒戰役 (1328年)，1214年的布汶戰役和1429年的帕提戰役一样。1422年亨利五世死后，法国收复了几乎所有的失地。
人们普遍认为是圣女贞德使法国在百年战争中获胜，但是实际上，使法国获胜的却是更深层的原因。主要原因是查理七世组建了一支包含了20个营，每营600人的骑兵部队，这是自罗马时代以来西方的第一支常备军队，这支军队训练有素并且纪律严明。另外，炮兵成为了法军中的一个关键兵种，法国在福爾米尼戰役和卡斯蒂隆戰役中取得胜利，很大一部分要归功于炮兵。 到了1453年，英国在法国本土侵占了的城市只剩下了加来一个。

## 君主制时代

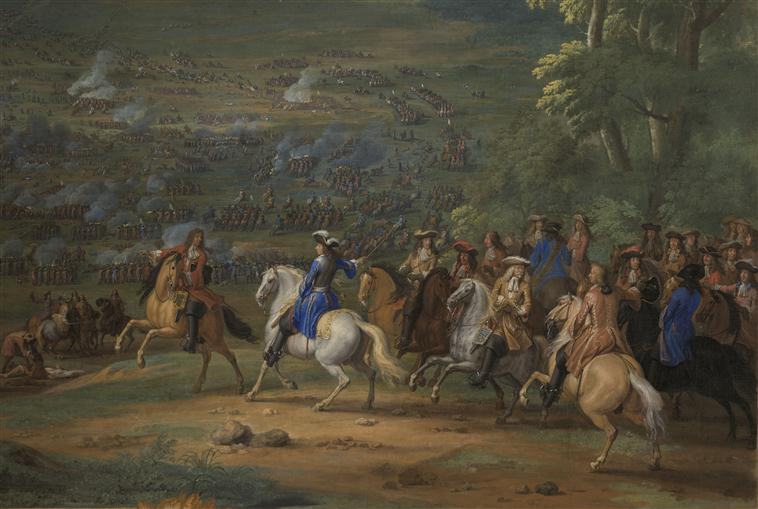
法国在三十年战争中的罗克鲁瓦战役中获胜。这次胜利标志着西班牙的失败和法国的复兴。

文艺复兴和旧政体时期，法国比君主制时代更加团结了。贵族的特权几乎全部消失，军队也被国家化。当时的英格兰势力已经被赶出了欧洲大陆，国力正被玫瑰战争消耗着；法国的主要敌人变成了哈布斯堡家族。它在1516年查理五世成为西班牙国王后真正地威胁到了法国，而更糟糕的是，查理五世又在1519年被选为了神圣罗马帝国皇帝。法国周围的西班牙，德国和低地国家已全部归属哈布斯堡王朝。在这期间，法国输掉了漫长的意大利战争；归属了哈布斯堡王朝，并成为了欧洲最强大的国家的西班牙帝国诞生。后来，宗教战争削弱了法国的国力。由于贵族们都在建立自己的私人军队，新教徒和天主教徒之间就发生了战争，法国也无法保持自己的强大势力了。
尽管法国一点也撼动不了神圣罗马帝国的地位，但是这个帝国内部却存在着许多问题。神圣罗马帝国受到了东边的奥斯曼帝国的严重威胁，而法国时常与奥斯曼帝国合作。哈布斯堡王朝国土辽阔，这也就导致了帝国没有有效的管理，它迅速地被西班牙和奥地利瓜分了。1568年荷兰宣布独立，八十年战争开始，这场断断续续持续了几十年的战争暴露出了哈布斯堡王朝的弱点。最终，在1618年6月23日，五十五年之前发生在法国的宗教冲突在德意志重现，神聖羅馬帝国從解体朝向再統一。一开始，法国只是隔岸观火，但是在路易十三时的黎塞留的统治下，法国发现它必須遏止哈布斯堡皇帝中央集權的趨勢，以免兩家哈布斯堡王朝從東西兩面夾攻法國。尽管法国是个天主教国家，它却站在了新教一边。1618年6月23日—1648年10月29日的三十年战争是漫长且及其血腥的，但是法国最终获得了胜利，并且在之后一个半世纪它都是欧洲无可置疑的强权。

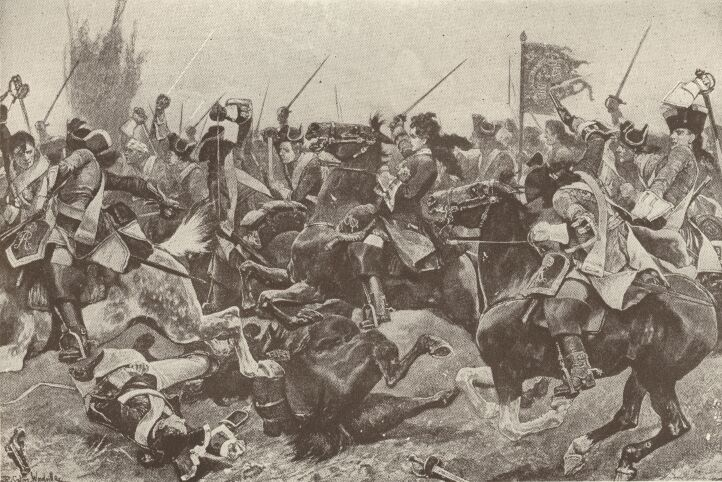
西班牙王位继承战争中，法国在馬爾普拉凱戰役中战败。而胜利一方的约翰·丘吉尔和欧根亲王也承受了相当大的伤亡，他们的军队无法再向法国内陆推进了。这个木刻板的制作者是R Canton Woodville。

路易十四时期，法国参与了一些冲突：权力轉移戰爭，法荷战争，重新联合战争，大同盟战争和西班牙王位继承战争。这个时期的战争包含了并不重要的围困战与运动战。只有很少的战争能分清谁胜谁败，但是总的来说，法国的疆域还是扩张了。随着西班牙哈布斯堡王朝的絕嗣，法軍立刻占据大量莱茵河的西岸地區，特別是南尼德兰和卢森堡。为了阻止法国的扩张，欧洲各国再度組成反法的大同盟。在路易王後期，英国因為1688年的光榮革命，轉變成法国的大敌（參見第二次百年戰爭），并且与哈布斯堡王朝结成了联盟。虽然在18世紀上半，这个联盟在陆地上战胜不了法国，但英国皇家海军在海上还是拥有绝对的控制权的，法国也因此丢掉了许多海外殖民地。英国在18世紀中成为了欧洲经济最发达的国家，并用它的钱资助了它在欧洲大陆上的盟友。
路易十四的军队是法国历史中最强大的军队之一，军事上和政治上的因素影响着它的战斗力。在17世纪中期，皇室的权利得到了扩大，法军被国王用来传播影响力，代替老式的雇佣兵部队和不顺从的贵族的私人军队。 军队的食物，衣服，装备和武器都得到了统一的供应。 实际上，1680年代和1690年代时，法国就成为了世界上第一个给自己的 士兵配发统一制式的军服的国家。
18世纪，法国仍然主宰着欧洲，但是由于内部的问题已经开始走下坡路了。这个国家参与了许多战争，包括了四国同盟战争，波兰王位继承战争和1740—1748年的奥地利王位继承战争，但是法国在这些战争中只得到了一点利益。同时，英国正在变得越来越强大，而另外一个新生力量普鲁士成为了法国的一个主要威胁。大国之间利益平衡的变化导致了1756年的外交革命，法国与哈布斯堡王朝在几个世纪的敌对之后结成了联盟。这个联盟在七年战争中并没有发挥多大作用，但是在美国独立战争中，法国却帮助美国人大胜了英国。

## 法国大革命时期

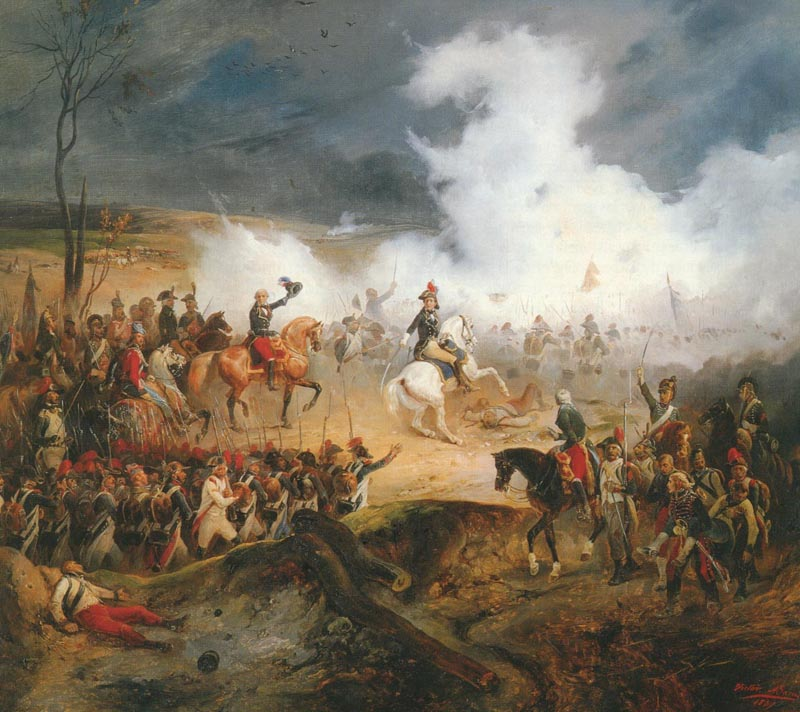
由于内忧和外患，1792年的法国是动荡不安的，但是到了1796—1797年，法国已经控制了低地国家和意大利北部。

就像它的名称一样，法国革命改变了法国和欧洲人民生活的各个方面。由于那些寻找自由、平等、博爱的人们拥有巨大的政治力量，战争也就不可避免地发生了。18世纪的欧洲军队纪律较为僵化死板，战略不灵活，士气低落，军官都是有派头的贵族。法国的君主制改为共和制时，法国军队也经过了很大的改变。
由于在七年战争中被普鲁士打败，1791年，法国下议院通过了“操练手册”，这包括了步兵应遵守的一系列纪律。 下议院希望通过这样来使法国士兵们更有勇气，并使革命时期的民族主义力量更为强大。旧政体时代，由于害怕士兵们借机逃跑，他们是不会被派去骚扰敌人的，而“操练手册”却第一次给了士兵足够的信任，他们可以执行这个任务了。
在于1792年秋天普鲁士王国向法国宣战之后，一支集结在法国北部边境的强大敌军迫使巴黎政府使用了极端的对策。1793年8月23日是世界军事史上的一个重要日子，在那天，法国国民大会通过了“全民皆兵”的提案，这是人类历史上的第一次大规模征兵。 第二年夏天，法国已经征召了500,000人，它已准备好去对付它的敌人们了。
革命时期的法国军队人数要比它的对手大的多，人数优势与高昂的士气结合起来后，法军就拥有了几乎无数种战术和战略。到了1796—1797年，法国已经战胜了第一次反法同盟并占领了低地国家，莱茵河西岸和意大利北部，这些都是瓦卢瓦和波旁两个王朝几个世纪以来都未能达到的目标。不服气的欧洲国家又形成了第二次反法同盟，但因第二次蘇黎世戰役、馬倫戈戰役、霍亨林登戰役等戰，1801年，这个同盟也被打败了。
法国能够成功的另外一个原因是法军中的军官制度发生了变化。之前欧洲军队的总指挥都是皇室信任的人，即贵族。但是法国革命却彻底改变了法军，也就是说军队中的指挥官需要由另外的人来代替。 政治压力，竞争，升职和连续不断的战争使法国培养出了全欧洲素质最高的指挥官们，这在后来的拿破仑战争中起到了很大的用处。到了19世纪，所有欧洲国家都采用了法国式的指挥系统，因此，法国革命可以说是建立了世界上第一支正规军。
除了能够应用数不清的战术和战略以外，法国革命也为现代的军事理论打下了基础。后世的军事作者在描写“全民皆兵”时都从法国革命汲取了灵感，因为当时急迫的战争形势开动了整个法国国家机器。卡尔·冯·克劳塞维茨正确地分析了革命时期和拿破仑时期的战争，并且留给了后世一整套军事理论，这套理论强调参战双方之间在任何方面（从战场到人们的思想）都有争斗。现在的战争已经不只是单纯军事上的战斗了。

## 拿破仑时期
在拿破仑时期，法国的影响和国力得到了迅速的提升，但是随后又同样迅速地下降到了原来的状态。法国的成功有多个原因。在法国革命一个半世纪以前，法国的人口数字已经上升到了相当高度，1700年法国已有了1,900万人。 1800年，法国人口已超过了2900万，远远多于其它欧洲国家。 这样庞大的人口数字使法国能够快速地发展军事力量。另外，军事技术的革新也使法军比起拿破仑时代初期以来有了很大进步。还有一个原因就是拿破仑·波拿巴本人，他头脑聪明，有号召力，并且是个军事天才。拿破仑吸取了最新的军事理论，并且在战场上极其有效地利用了它们。
拿破仑的军队大部分都是通过征召而来的缺乏训练的步兵，他们的领导是一些皇室卫队一样的精锐部队。这支军队靠的是数量而非质量。拿破仑在俄法战争中的惨重损失如果在今天会使任何一个专业的指挥官一蹶不振，但当时法军的损失却迅速地依靠征兵得到补充。在拿破仑之后，各国都组建了庞大的军队，它们都有专业的领导机构，并且随时都能够补充新兵。

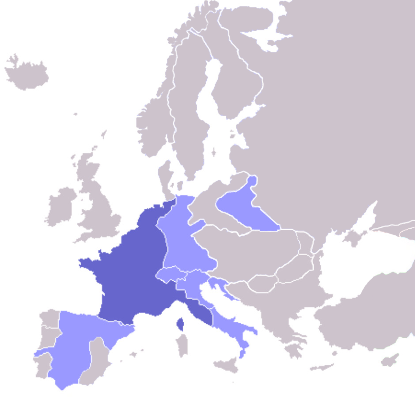
1811年的拿破仑帝国。深蓝色的是法兰西第一帝国；“大帝国” 包括了法军占领的地区（浅蓝色）和盟国。

组建一支大规模军队的花费也大，因为大型军队很依赖补给。今天的大多数军队都用运输队从后方将物资运送到前方，这种方法是古斯塔夫二世在三十年战争时发明的。由于士兵需要等待运输队的到达，这种方法也就限制了部队的机动性；虽然如此，但它确实能够为一支大规模的军队提供足够的补给，这也就稳定了军心。即便这样，拿破仑军队的规模对于这种方法来说还是太大，因此拿破仑允许了法军士兵在驻扎地点种粮食。法军虽然也使用了运输队，但是由于军队的推进速度很快，运输队运送的食物只能供士兵们吃几天。虽然在1812年俄法战争之前拿破仑储存了可吃24天的食物，但是这只是个例外。
拿破仑对军事学的最重大的影响是指挥。法国革命和拿破仑时期的武器及军事技术发展缓慢，但是到了18世纪，军队的战略就发生了重大变化。围困战很少发生，甚至是无关紧要。军队的重点任务也成为了消灭敌人而非仅仅战胜敌人。进攻敌占区时，前线也变得更宽了，这就使双方能大量地运用战略手段，战争因此变得更有决定性意义，代价也变得更高昂。 一个欧洲列强不再会为若干领地的丢失而告战败。这时，要想得到所谓“迦太基和平”，即通过彻底摧毁敌人而得到和平，需要全国的社会政治、经济、军事上的努力。这彻底颠覆了当时人们所理解的一般概念。拿破仑初期的胜利为他最后的失败埋下了伏笔。由于18世纪末期的欧洲国家发现它们很难在拿破仑帝国的统治下自由生存，战争也就爆发了，欧洲大陆变得战火纷飞，直到1813年10月16—10月19日莱比锡战役中法军战败才告一段落。

## 法国殖民帝国

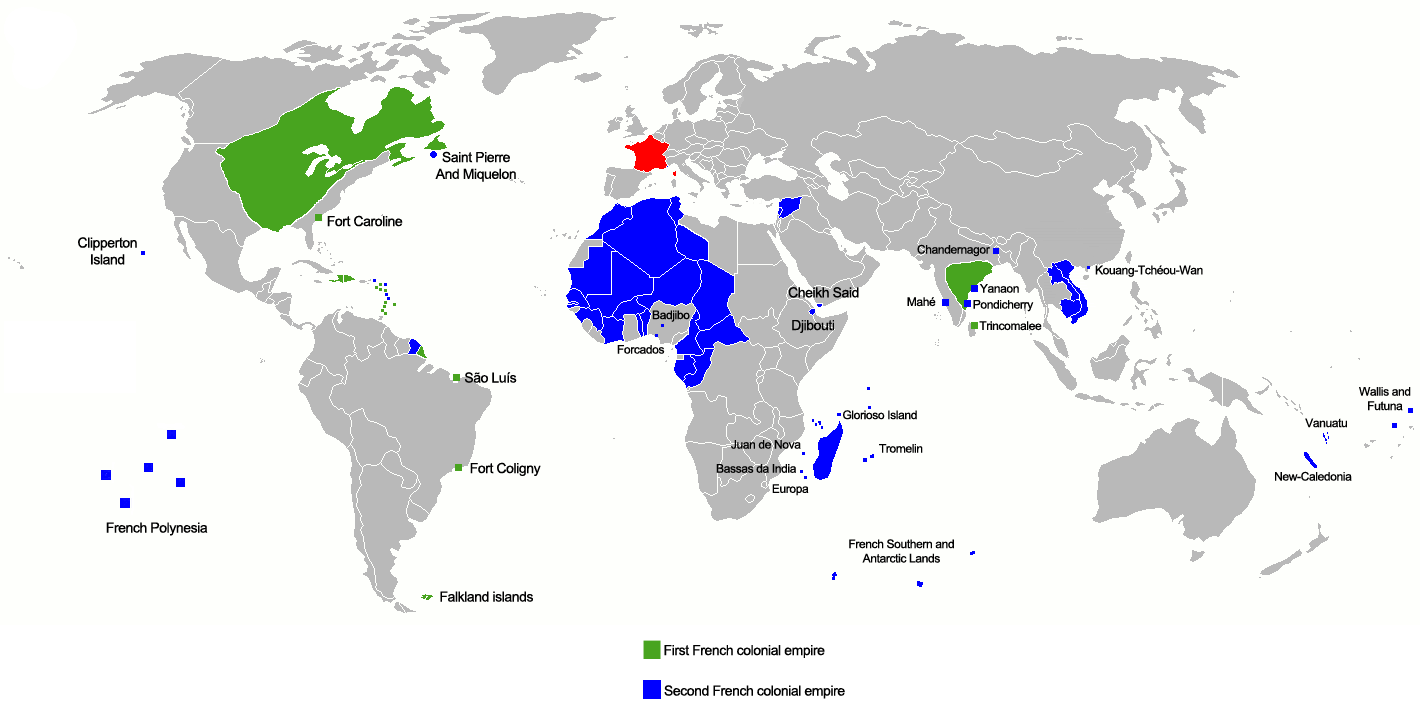
法国第一（浅蓝部分）和第二（深蓝和阴影部分）殖民帝国。

法国殖民史可以分成两个阶段：第一阶段是17世纪早期到18世纪中期，第二阶段是从19世纪早期到20世纪中期。在第一阶段，法国将精力集中在了北美和印度，并在那里成立了商业公司，由军队提供保护。在法印战争中被英国打败之后，法国丢失了北美和印度殖民地，但是加勒比海的富饶岛屿圣多明各（今海地），瓜德罗普和马提尼克却仍然属于法国。
在第二阶段，法国又控制了法属印度支那（包括了今天的越南，柬埔寨和老挝），并且在列强瓜分非洲时也分得了一杯羹，它在非洲的殖民地包括了今天的突尼斯，阿尔及利亚，乍得，马达加斯加和吉布提。1914年，法国殖民帝国的总面积为13,000,000平方公里，人口约为6,000万。 在一战胜利之后，法国又占领了多哥和喀麦隆，叙利亚和黎巴嫩也由国际联盟委任法国统治。在1870年至1945年的大部分时间内，法国是继英国和俄罗斯（后来为苏联）之后的世界上领土面积第三大的国家。在二战之后，法国尽了全力来保住它的海外殖民地，但还是输给了阿尔及利亚独立战争和越南抗法战争中的游击队。今天，法国仍然拥有一些海外领地，但是它们的面积比起老殖民帝国来说已是微不足道了。

## 现代

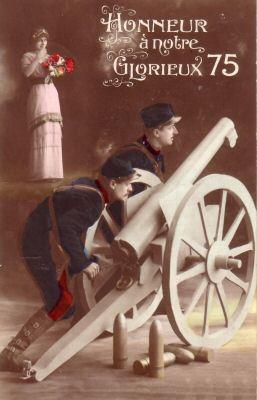
一幅一战时期的法国宣传海报，上有1897年式75毫米口径火炮，海报上的文字意为“为我们光荣的75毫米炮争光。”这种著名的法国火炮在第一次世界大战中得到了广泛的应用，而在第二次世界大战中，许多国家的火炮都是由它發展而來的，包括美国。

在拿破仑被放逐之后，欧洲在很长时间内没有发生战争，法国也从中得益。没有了欧洲的战事，法国得以将全部精力集中在殖民帝国的建设上，非洲和亚洲的殖民地尤其吸引住了法国的注意力。这些地方的人们在19世纪以前成功地抵抗住了欧洲殖民者的入侵，但是武器的发展使得在后来，很少的殖民者便能打败人数比他们多得多的当地武装。
在欧洲，后拿破仑时期的法国仍然是影响欧洲大陆局势的一个重要国家，它在1859年的法奥战争中战胜了哈布斯堡王朝，这导致了1859年意大利在与盟友一起于1859年法奥战争中战胜奥地利后完成统一。但是，法军经过这些胜利后变得很自负。普法战争失败后，法国将阿尔萨斯-洛林割让给了普鲁士，而一个统一的德意志帝国也由此诞生了。
尽管如此，法国、英国和美国还是在为时四年的第一次世界大战中最终战胜了德国。法军承受住了德军在第二次马恩河战役的猛烈进攻，这拉开了盟军胜利的序幕。1919年5月的凡尔赛条约最终将阿尔萨斯-洛林归还给了法国。
但是，从素质低的指挥官到低人口增长率的一系列因素使法国在1940年5月被德国占领。它的结果就是，到了1960年，它在殖民帝国全境都丧失了影响力，越南和阿尔及利亚独立。

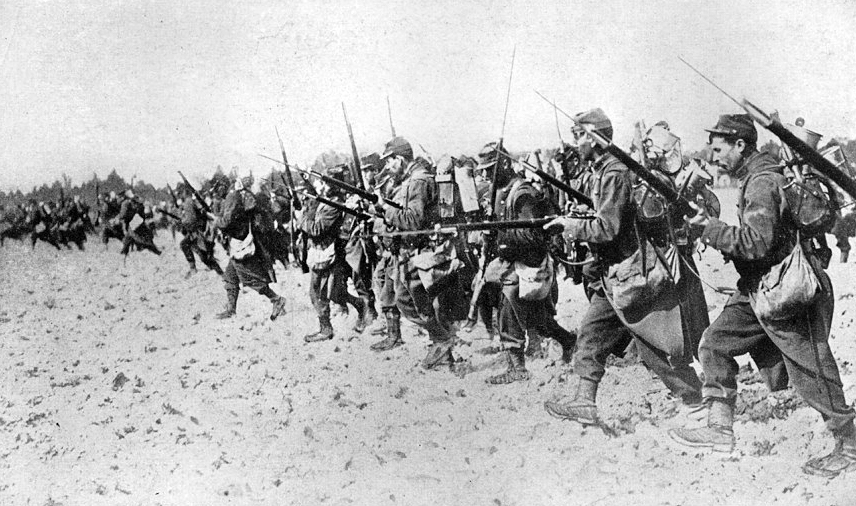
第一次世界大战中的一队法军正在前进，准备进行白刃战。

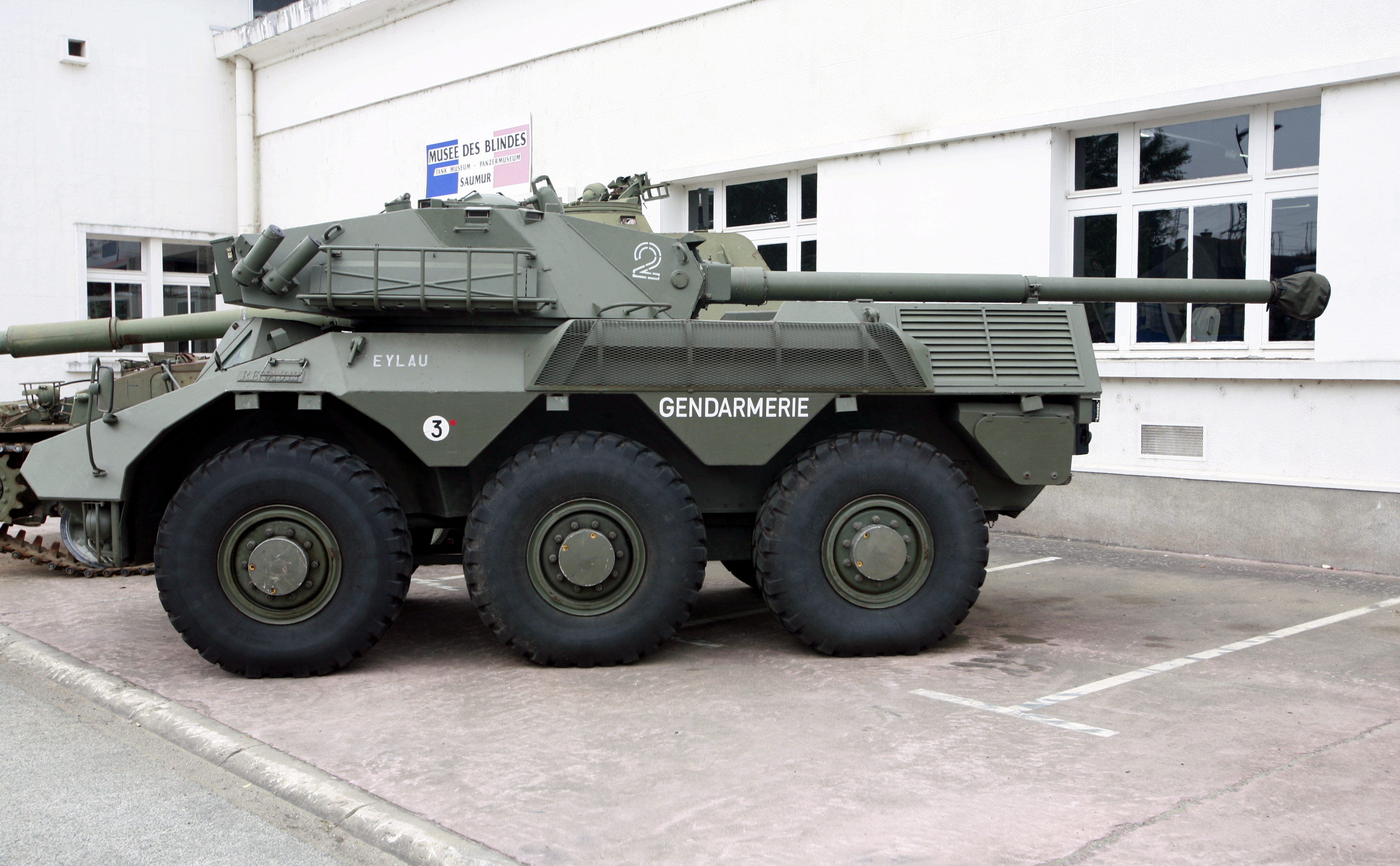
法國70年代自製的VBC-90毫米輪式突擊炮

尽管拥有欧洲规模最大且技术最先进的常备军之一，并且也有足够的财力来保持它的状态，法国还是由于士兵训练不足而无法快速地发展新战术。夏尔·戴高乐在一战以后就预见到了装甲部队的重要性，但是军方并没有重视它的理论，倒是德国人使用了相似的理论，在闪电战中取得了极大的成功。另外，低人口增长率也迫使法国政府放宽征兵限制，军队生活水平也下降了。在法国被占领之前，盟军士兵对战争都感到很害怕，因为他们与德军交手过一次，许多人都仍然记得一战的恐怖场景。 一战的惨重伤亡鼓动了法国人去采用消极防守型的战略。这个战略的结果就是马奇诺防线，法国一开始准备投入30亿法郎，但到了1935年，它已经投入了70亿法郎。这条防线在1940年确实抵挡住了德国的进攻，但是在北方邻国被攻破后，法兰西第三共和国也就灭亡了。
法国直到1944年6月—8月才被解放。那一年的8月15日以法軍為主力的龍騎兵行動成功解放了南部法国。在这之前的一些战役中，戴高乐领导的自由法国也有所参与，他们的规模使得他们在解放法国的战斗中尤其引人注目，如土倫戰役 (1944年)、馬賽戰役、解放史特拉斯堡、科爾馬包圍戰等戰役。1944年6月—1945年4月是欧洲战争的最后阶段，法国总共有125万名士兵，其中7个步兵师和3个装甲师在西欧和纳粹德国境內作戰。 在战争结束后，法国在德国境内得到了一个占领区。
在历史上，法国军队总是站在国王和天主教会的一方，但是20世纪的剧变使它转而投向了共和制。在阿尔及利亚独立战争中，法军违反了戴高乐总统的命令，将镇压阿尔及利亚独立力量的任务交给了当地人，由此摆脱了政府的控制。最终，戴高乐停止了插手法国军事，这个举措赢得了公众的支持，并导致了法兰西第五共和国的成立。但是，这同时也减弱了法国的军事力量。今天，法国军队拥有了核武器和一些世界上最为训练有素且装备精良的士兵之外，它的使命包括了军事调停，维和和解决小冲突。在1991年的海湾战争中，法国派出了18000名士兵，60架战机，120架直升机和40辆坦克，以法軍領軍的幼鹿行動成功牽制了大量伊拉克軍隊，讓以美軍為首的聯合部隊進展順利。 法军还参与了阿富汗战争和科特迪瓦内战。
2011年3月19日，法国根据安理会第1973號決議，执行在利比亚设立禁飞区任务。

## 陆军以外的军种

### 法国空军

法国空军自一战起就使用了这个标志。

许多人都认为法国空军是世界上第一支正规空军。法军对发展空中力量很感兴趣，發明了真正的戰鬥機，并训练出了世界上第一批战斗机飞行员。
在两次世界大战之间的日子裡，法国空军更是全球首支完全使用當時最先進的下單翼全金屬製戰鬥機，可是因為1936年的軍用飛機工業國營化的政策，引起了廠方不滿做成了軍機產量過少和延遲使用新的發動機，所以实力却已弱于德国空军。德国空军在入侵法国时同时战胜了法国空军和英国皇家空军。
在二战后，法国成功地建立了自己的航空工业。达索公司以幻影系列战机中独特的三角翼设计而著称。幻影战机在六日战争和海湾战争中都展示了自己强大的战斗力，并成为了军事航空史上销量最多的战斗机之一。
现在，法国空军正在扩大规模并淘汰老旧机型。法国正在等待着设计中的空中客车A400M运输机的投产和阵风战斗机的大量服役。

### 法国海军

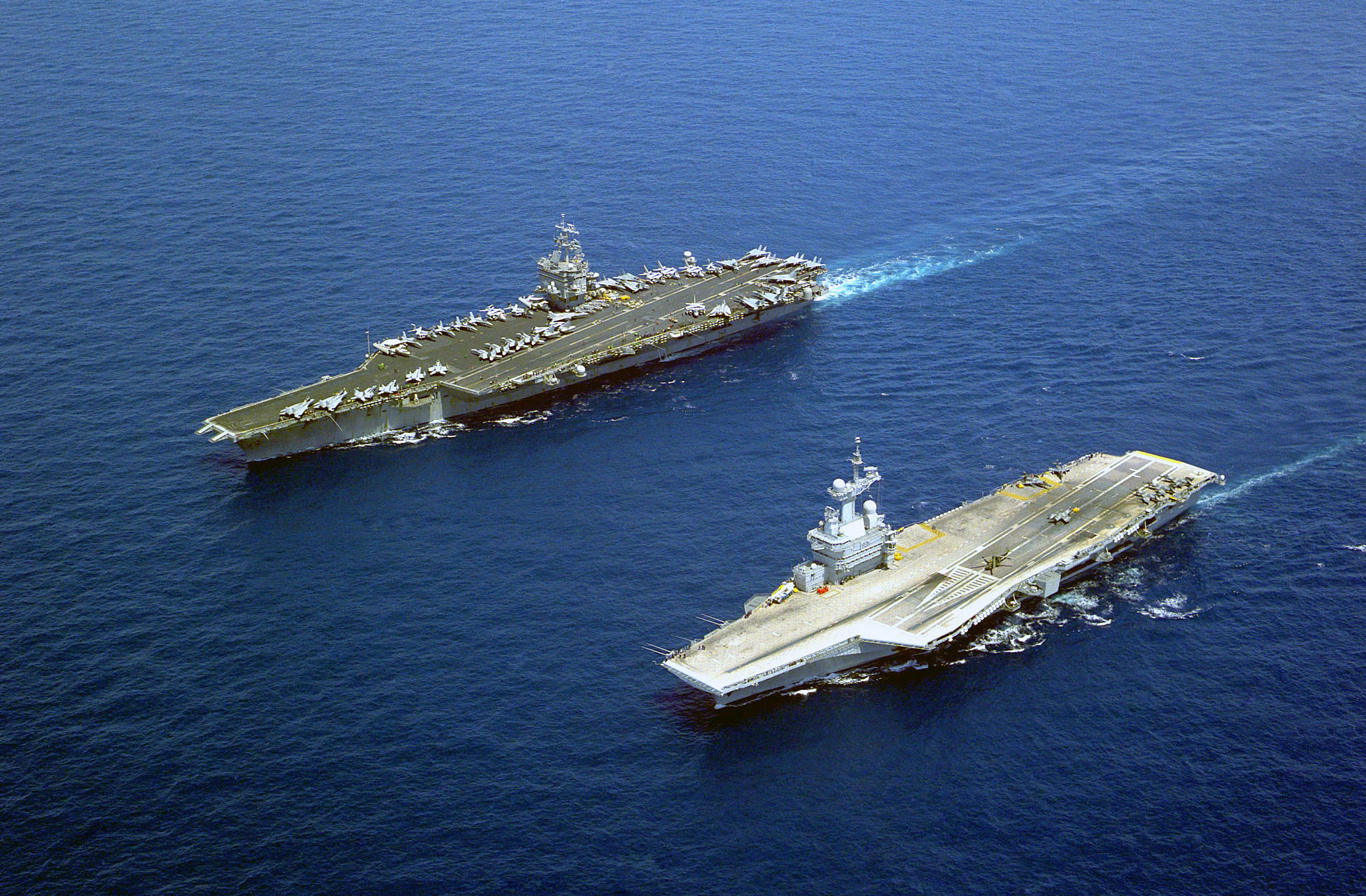
美国的企业号航空母舰（左）和法国的戴高乐号航空母舰（右）。法国海军在阿富汗战争中曾协助过美国。

法国海军的作战史开始于中世纪，但是直到17世纪路易十四当政时，它才成为法军中的一支主要力量。在“太阳王”的关照下，法国海军得到了足够的资金和精良的装备，它在1676年的巴勒莫之战中打败了西班牙与荷兰的联合舰队。在九年战争的初期，它也曾经战胜过英国皇家海军和荷兰皇家海军。但法国海军的资金问题却最终迫使法国将制海权拱手让给了英国和荷兰。
法国海军遇到的一个大问题就是法国的战略优先级目标是取得欧陆的控制权。这就意味着陆军的地位比海军更高，因此海军在士兵素质和战场表现方面都较差。英国皇家海军自18世纪起开始主宰海洋，它多次打败过法国海军。但是，1781年，法国海军在切萨皮克海战中战胜了皇家海军，这是一个非常有意义的胜利，它间接地帮助了法美联军赢得约克鎮戰役的胜利。法国革命彻底减弱了法国海军的实力，拿破仑的海军也于1805年在特拉法加海战中战败。自此之后直到第二次世界大战，英国一直是海上的霸主。
19世纪后期，法国海军逐渐恢复了元气，实力仅次于英国皇家海军，名列世界第二。它在1838年成功地对墨西哥进行了封锁，并在1884年的马江海战中打败了中国的福建水师。一战中，法国海军的表现很出色，在战争爆发时，法国在地中海的舰队包括了16艘战列舰，6艘巡洋舰和24艘驱逐舰，是当时地中海规模最大的舰队。 二战中，英国在法国战败后被迫消灭法国海军以防止它被德国利用。法国海军的政策是拥有两艘航空母舰，自從傳統動力“克里蒙梭號”與“福煦號”相繼退役之後，目前法國海軍只有一艘核子動力戴高樂號。計畫中的艦艇包括新型潜艇和另一艘與英國共同合作的航艦，海军版的阵风战斗机已經取代老舊的美製F-8戰鬥機，並且在阿富汗執行支援任務。

### 法国外籍军团

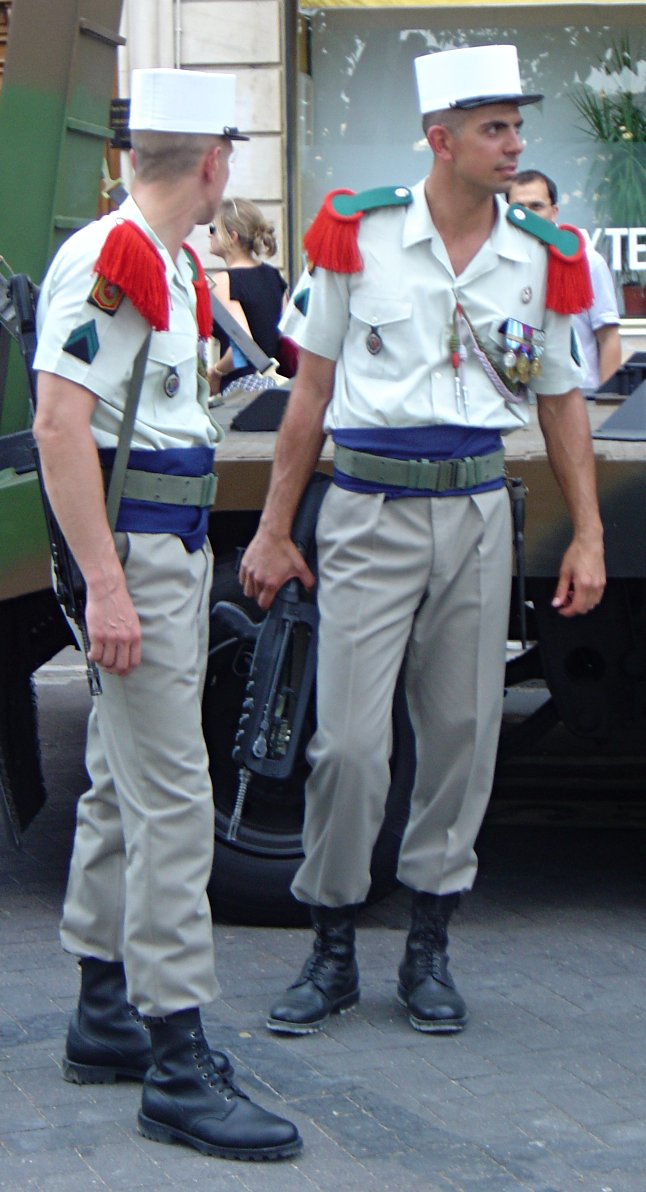
身着制服的法国外籍军团士兵，他们手中的步枪是FAMAS。

法国外籍军团由路易·菲利普在1831年组建。在过去的一个半世纪中，它已经成为了世界上最广为人知的军事单位之一。初期的外籍军团有许多问题，军团中的下级士官很少，许多士兵都不会说法语，并且也没有固定的薪水。 外籍军团很快就被派往了阿尔及利亚，它在那里的表现比较出色。新来的士兵会根据国籍被分到不同的营，但在1835年8月17日，外籍军团的总指挥官Joseph Bernelle上校决定将军团中的所有营都合并起来，士兵也就不会再按国籍划分了。这个措施避免了外籍军团的分裂。
1863年4月30日，65名同属一营的法国外籍军团士兵遭到了2,000名墨西哥士兵的伏击，在几个小时的战斗中，墨西哥人遭受了300-500人的伤亡，而外籍军团也有62个人牺牲，另外3人被俘。 其中一个墨西哥军官在亲眼见到外籍军团的勇敢后感叹道：“他们不是人类，而是魔鬼！” 
，这后来成为了对法国外籍军团的最广为人知的评价。4月30日也成为了外籍军团的一个纪念日。
后来在1880年代，它还参加了中法战争，并在宣光圍城戰中在大量中国军队的围攻下死守住了宣光。19世纪末和20世纪初，外籍军团在大多数时间内都在法国的各殖民地执行任务。
在一战中，外籍军团证明了自己很适合于现代战争。它在西线战场上的防守和进攻都很出色，伤亡也只有11,000人。在法国于1940年被德国占领后，军团就分成了支持维希政府和支持自由法国的两派。在这之后，它都在北非的沙漠中执行任务。外籍军团在1945年重新回到了欧洲，并一直战斗至二战结束。后来，它又在越法战争中被派去与越盟作战。在1954年的奠边府战役中，被越南军队包围住的法军中有大多数都是外籍军团的士兵。法国在阿尔及利亚的撤军标志了法国殖民帝国的解体，原先在各殖民地执行任务的外籍军团存在的必要性也就受到了怀疑。最终，外籍军团没有被撤销，它被作为一支快速反应部队，在非洲和世界其它地方执行任务。 今天，它是法军中最受尊敬的部队之一。

## 相关书目
- Blanning, T.C.W.《法国革命战争》（《The French Revolutionary Wars》）。伦敦Hodder Headline Group出版，出版日期1996年。ISBN 0-340-56911-5
- Brooks, Richard （编辑）.《世界军事史地图册》（《Atlas of World Military History》）。伦敦HarperCollins出版，出版日期2000年。ISBN 0-7607-2025-8
- Chandler, David G. 《拿破仑的战役》（《The Campaigns of Napoleon》）。纽约Simon & Schuster出版，出版日期1995年。ISBN 0-02-523660-1
- Cowley, Robert（编辑），《如果…的话会怎么样？权威历史学家对一些假设情况的设想》（《What If? Eminent Historians Imagine What Might Have Been》）。纽约Penguin Group出版，出版日期1999年。ISBN 0-399-15238-5
- Dupuy, Trevor N.，《哈珀军事史大全》（《Harper Encyclopedia of Military History》）。纽约HarperCollins出版，出版日期1993年。ISBN 0-06-270056-1
- Elting, John R. 《宝座旁的利剑：拿破仑的军队》（《Swords Around a Throne: Napoleon's Grande Armée.》）。纽约Da Capo Press Inc.出版，出版日期1988年。ISBN 0-306-80757-2
- Fisher, Todd & Fremont-Barnes, Gregory.，《拿破仑战争：一个帝国的兴衰》（《The Napoleonic Wars: The Rise and Fall of an Empire》）。牛津Osprey Publishing Ltd.出版，出版日期2004年。ISBN 1-84176-831-6
- de la Gorce, Paul Marie.，《法国军队：一段军事政治的历史》（《The French Army: A Military-Political History》）。纽约George Braziller, Inc.出版，出版日期1963年。美国国会图书馆序号：6310401
- Jordan, David.，《法国外籍军团的历史》（《The History of the French Foreign Legion》）。Spellmount Limited出版，出版日期2005年。ISBN 1-86227-295-6
- Jotischky, Andrew. 《十字军活动和参与东征的国家》（《Crusading and the Crusader States》）。Pearson Education Limited出版，出版日期2004年。ISBN 0-582-41851-8
- Keegan, John ，《第二次世界大战》（《The Second World War》）。纽约Penguin Group出版，出版日期1989年。ISBN 0-670-82359-7
- Lyons, Martyn. 《拿破仑·波拿巴和法国革命的遗留物》（《Napoleon Bonaparte and the Legacy of the French Revolution》）。纽约St. Martin's Press, Inc.，出版，出版日期1994年。ISBN 0-312-12123-7
- Lynn, John A.《Giant of the Grand Siècle: The French Army, 1610-1715.》。纽约剑桥大学出版社出版，出版日期1997年。ISBN 0-521-57273-8
- Lynn, John A. 《路易十四的战争》（《The Wars of Louis XIV.》）。伦敦朗文出版社出版，出版日期1999年。ISBN 0-582-05629-2
- John Roberts《世界历史》（《History of the World.》）。纽约Penguin Group出版，出版日期1992年。ISBN 0-19-521043-3
- Hew Strachan，《牛津图解一战史》（《The Oxford Illustrated History of the First World War》）。牛津大学出版社出版，出版日期1998年。ISBN 0-19-289325-4
- Barbara Tuchman. 《八月的砲火》（《The Guns of August》）。纽约兰登书屋出版，出版日期1962年。年。ISBN 034538623X